# 141. Reserve-Division (Wehrmacht)
Die 141. Reserve-Division war eine deutsche Infanteriedivision im Zweiten Weltkrieg.

## Divisionsgeschichte

### 151. Division
Die 151. Division wurde am 13. November 1939 aus dem Kommandanten der Ersatztruppen I in Insterburg (Wehrkreis I) aufgestellt.

### Division Nr. 141
Bereits am 8. Dezember 1939 wurde die 151. Division in die Division Nr. 141 umbenannt. Die Division hatte die Aufgabe die Ersatztruppenteile des Wehrkreises I auszubilden. Am 14. September 1940 erfolgte die Verlegung der Division in das Protektorat zum Wehrmachtsbefehlshaber Böhmen-Mähren nach Prag. Diese Verlegung war damit begründet Kasernen in Ostpreußen für den Ostfeldzug frei zu bekommen. Mitte Juli 1941 wurde die Division wieder zurück nach Insterburg verlegt.

### 141. Reserve-Division
Die 141. Reserve-Division wurde am 24. September 1942 durch die Umbenennung der Division Nr. 141 unter Abgabe der Ersatztruppenteile aufgestellt. Die 141. Reserve-Division kam im Oktober 1942 in den Befehlsbereich des Wehrmachtsbefehlshabers Ostland nach Stolpce in der Sowjetunion bei LXI. Armeekorps. Hier hatte die Division weiterhin die Aufgabe Truppenteile auszubilden, wurde aber auch bei der Bekämpfung von Partisanen eingesetzt. Im Winter 1942/43 war die Aufstellung einer 141. Reserve-Division (B) als sogenannte Brunhildeeinheit vorgesehen, wurde aber dann doch nicht ausgeführt. Ab November 1944 war die Division dann übergeordnet, weiterhin im LXI. Armeekorps, der Heeresgruppe Mitte zugeordnet. Im Januar 1944 wechselte hier die Unterstellung der Division zum Wehrmachtsbefehlshaber Weißruthenien. 
Eigentlich war die ab Ende Januar 1944 in der Aufstellung befindlichen Infanterie-Division Demba, eine sogenannte Schatten-Division, für die Auffrischung der 141. Reserve-Division vorgesehen. Die 141. Reserve-Division wurde aber, weiterhin in Stolpce stehend, bereits Mitte Februar 1944 aufgelöst und auch die Aufstellung der Infanterie-Division Demba abgebrochen. 
Die Teile der 141. Reserve-Division und der Infanterie-Division Demba wurden u. a. für die Auffrischung der 68. Infanterie-Division herangezogen. Das Reserve-Grenadier-Regiment 1 wurde am 28. Februar 1944 bei der Heeresgruppe Süd das neu gebildete Grenadier-Regiment 506 der 291. Infanterie-Division. Der Stab des Reserve-Grenadier-Regiment 206 wurde im Wehrkreis VI der Stab des Grenadier-Regiments Wahn 1 der Infanterie-Division Wahn, auch eine Schatten-Division wie die Infanterie-Division Demba. 

## Kommandanten
- Generalmajor/Generalleutnant Ulrich von Waldow: von der Aufstellung der Division Nr. 141 bis 1. April 1942
- Generalleutnant Heinz Hellmich: vom 1. April 1942 bis 10. Dezember 1942
- Generalmajor/Generalleutnant Otto Schönherr Edler von Schönleiten: vom 10. Dezember 1942 bis zur Auflösung

## Gliederung
Division Nr. 141
- Infanterie-Ersatz-Regiment 1 mit Bataillonen 1, 43, 301 und 413 (Theresienstadt, vorher Gumbinnen)
- Infanterie-Ersatz-Regiment 21 mit Bataillonen 24 und Ergänzung 3 (Prag, vorher Braunsberg)
- Infanterie-Ersatz-Regiment 206 mit Bataillonen 22, 312 und Ergänzung 22 (Jermer, vorher Gumbinnen)
- Infanterie-Ersatz-Regiment 491 mit Bataillonen 492, 493, 494 (Milowitz): am 31. Mai 1940 in Suwalki aus Feldrekruten-Einheiten gebildet
- Artillerie-Ersatz-Regiment 1 mit Abteilungen 1, 37, 161, I./206., II./206., Beobachtungsabteilung 1 (Pilsen, vorher Königsberg)
- Reiter-Ersatz-Regiment 1 (Brüx, vorher Angerburg)
- Pionier-Ersatz-Bataillon 1 (Pardubitz, vorher Königsberg)
- Nachrichten-Ersatz-Abteilung 1 (Kuttenberg, vorher Königsberg)
- Fahr-Ersatz-Abteilung 1 (Pribram, später Klattai, vorher Bartenstein)

141. Reserve-Division
- Reserve-Grenadier-Regiment 1 mit Bataillonen 1, 43, 45 (Stolpce)
- Reserve-Grenadier-Regiment 61 mit Bataillonen 23, 44, 389 (Baranowitschi)
- Reserve-Grenadier-Regiment 206 mit Bataillonen 22, 162, 312 (Minsk)
- Reserve-Artillerie-Abteilung 11 (Baranowitschi)
- Reserve-Pionier-Bataillon 1 (Stolpce)